# Vickers Mark E
Vickers Mk E (англ. Vickers Mk E), також широко відомий під назвою «Vickers-шеститонний» (англ. Vickers 6-ton) — виготовлений британською компанією Vickers-Armstrongs у 1930 році для експорту до багатьох країн світу. До Другої світової це була одна з найпоширеніших конструкцій танків у світі після танка Renault FT-17, а також послужила основою для власних розробок багатьох країн, які закуповували цей танк, наприклад радянських машин Т-26 та 7ТП польської армії. В 1931 — 1939 роках було випущено 153 танки Віккерс Mk[джерело?]. Vickers Mk E використовувався в ряді регіональних конфліктів: зокрема, частина цих танків використовувалася у фінській армії під час Зимової війни і в Другій світовій війні. Після її закінчення все ще використовувався як навчальний в деяких країнах аж до 1959 року. Вироблявся в 2-х варіантах:
- Type A — двобаштовий варіант з двома кулеметами Vickers
- Type B — однобаштовий варіант з 47 мм короткоствольною гарматою OQF 3-pdr Gun

## Історія створення
Перший танк був побудований 1928 року. У розробці проекту брали участь знамениті на той час конструктори Джон Валентин Карден та Ллойд Вівіан. Корпус був зроблений з клепаних сталевих пластин товщиною 1 дюйм (25 мм) у лобовій частині, і близько 3/4 дюйма (19 мм) в задній частині корпусу. Потужність двигуна Armstrong Siddeley Puma становила 80-95 кінських сил (60-70 кВт) (в залежності від версії), яка дала йому максимальну швидкість 22 миль/год (35 км/год) на дорогах.
Траки гусениць танка були виготовлені з високоміцної сталі, внаслідок чого їх ресурс становив понад 3000 миль (5000 км), що було значно вище, ніж у більшості конструкцій того часу.
У башті Type B розміщувалося дві людини (що було новинкою на той час), різко збільшивши при цьому темп стрільби гармати. Ця конструкція з двома членами екіпажу в башті стала основною майже для всіх танків, розроблених після Vickers Mk E.
Британська армія оцінила Vickers Mk E, але не прийняла на озброєння, мабуть, у зв'язку з питаннями про надійність підвіски. Vickers потім почала експортні поставки в СРСР, Грецію, Польщу, Болівію, Сіам, Фінляндію, Португалію, Китай та Болгарію. Тайське замовлення було розміщено, але коли почалася війна, танки залишилися на батьківщині. Vickers-ів Mk E було побудовано в цілому 153 шт.
Поляки після покупки танка виявили, що двигун має тенденцію до перегріву через погане повітряне охолодження. Це було усунуто додаванням великих вентиляційних отворів з боків корпусу. Бельгійці замінили двигун на новий Rolls-Royce Phantom II з водяним охолодженням. Цей двигун не помістився б у корму, тому будова корпусу та розташування башти змінили. У результаті новий Mk F був протестований Бельгії, але відхилений військовими. Проте нові корпуси були використані, зі старим двигуном, у продажу для Фінляндії та Сіаму.
Mark E був розроблений як вантажний транспортний засіб, його придбали для британської армії в невеликих кількостях як артилерійські тягачі для перевезення великих 60 фунтових (127 мм) артилерійських гармат.
Польща була в цілому задоволена конструкцією, і купила ліцензію на 50 штук для місцевого виробництва. Зміни: великі повітрозабірники, свій кулемет, 360-градусний Gundlach перископ та дизельний двигун, поступив на службу під назвою 7ТР. Тільки 38 оригінальних танків були введені в експлуатацію, 12 залишилося в розібраному вигляді, а потім використовувалися як запчастини. З двобаштових танків, 22 пізніше були перероблені у версію з однією башьою і 47-мм гарматою (тип B стандарт).
У СРСР цей танк виробляли за ліцензією під найменуванням Т-26, в кінцевому підсумку було побудовано понад 12000 шт. в різних версіях. Спочатку вироблявся Т-26 з подвійною баштою, у двох варіантах:
- з одним 7,62-мм. кулеметом ДТ в кожній башті;
- з одним кулеметом ДТ в одній башті і однієї 37-мм гармати в іншій.

Пізніше, на більш поширену версію була встановлена 45-мм гармата і два кулемети ДТ. Остаточний варіант Т-26 мав зварну конструкцію, і нахил броні корпусу та башти. На шасі Т-26 були побудовані різні інженерні машини, в тому числі вогнемети та мостоукладальники. Також на шасі Т-26 був побудований радіокерований танк. Під час громадянської війни в Іспанії Радянський Союз направив Т-26 в республіканську армію. Італійці, зазнавши втрат від республіканських Т-26 під час битви при Гвадалахарі (1937), захопили деякі з цих танків, які служили як моделі для своїх M11/39 і M13/40 легких/середніх танків.
1939 року, під час радянсько-фінської війни, фінські бронетанкові війська мали приблизно тридцять два застарілі Рено FT-17, кілька танкеток Віккерс Карден-Ллойд, і 26 Vickers Мк. E. Останні були переобладнані 37-мм протитанковою гарматою Bofors після початку війни. Тільки 13 з цих танків вдалося потрапити на фронт, щоб брати участь в боях.
У битві при Хонканіемі 26 лютого 1940, фіни використали всі свої танки Vickers перший раз за весь час Зимової війни. Результати були катастрофічними. З тринадцяти наявних фінських Vickers 6-тонних танків лише шість були в змозі брати участь в атаці. Один з танків був змушений зупинитися, не в силах перетнути широку траншею. Інші п'ять продовжили рух, але зіткнулися з десятками радянських танків в селі Хонканіемі. Фінським танкам вдалося підбити три радянських танка, але незабаром вони відступили. У сутичках, які послідували, фіни втратили ще два танки Vickers.
1941 року фіни встановили на своїх Vickers радянські 45-мм гармати; такі танки отримали марку T-26E. Ці танки були використані фінською армією проти СРСР під час Другої світової війни. 19 перебудованих Vickers і 75 Т-26 продовжували службу в армії після закінчення Другої світової війни. Деякі з цих танків були збережені як навчальні до 1959 року, коли вони були остаточно замінені новими британськими та радянськими танками.

## Оператори
- Болівія — 3 шт
- Болгарія — 1936 року замовлені і 1938 року отримані 8 однобаштових танків
- Канада — 12 шт
- Республіка Китай — 20 шт
- Фінляндія — 33 шт
- Греція — 4 шт
- Парагвай — 1 шт — захоплений у Болівії
- Польща — 38 шт
- Португалія — 2 шт
- СРСР — 15 шт
- Іспанія — 1 шт — отримано у Парагваю
- Таїланд (Сіам) — 30 шт
- Туреччина — 16 шт
- Велика Британія — 4 шт

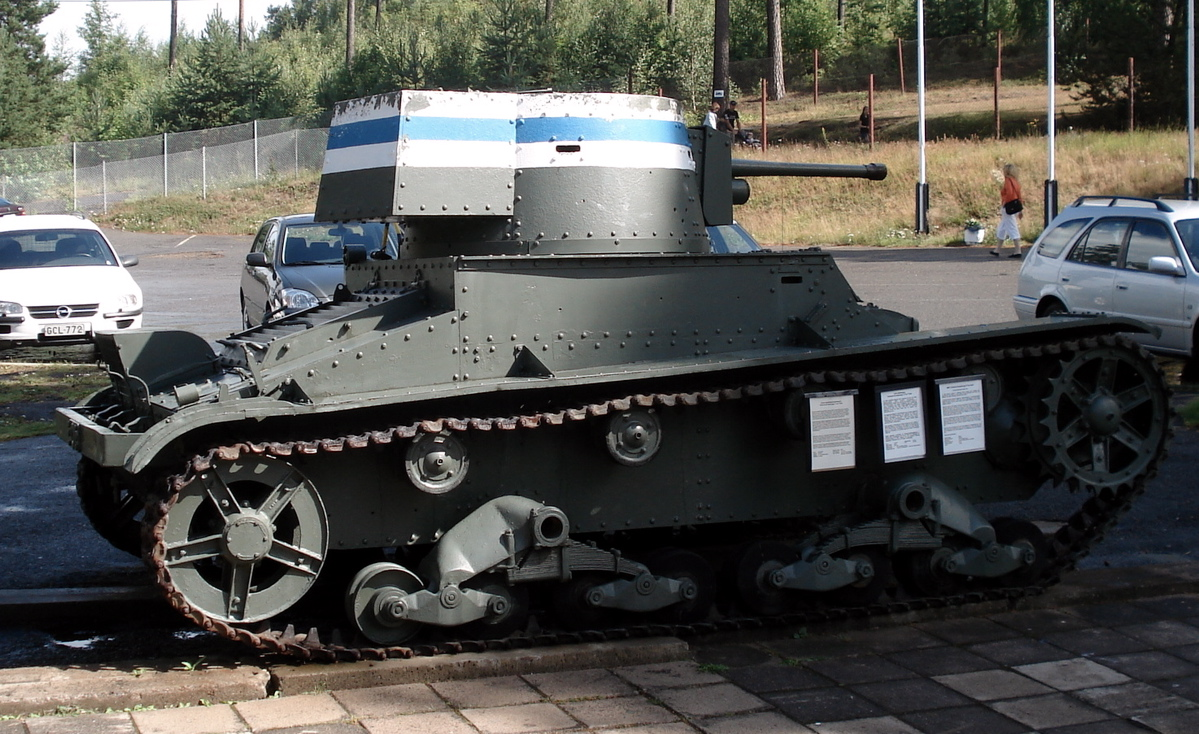
Фінський Віккерс Mk E, який брав участь у Зимовій війні, башта якого розфарбована кольорами національного прапора Фінляндії для того, щоб не сплутати його з радянським танком Т-26, розробленим на базі британського Mk.E
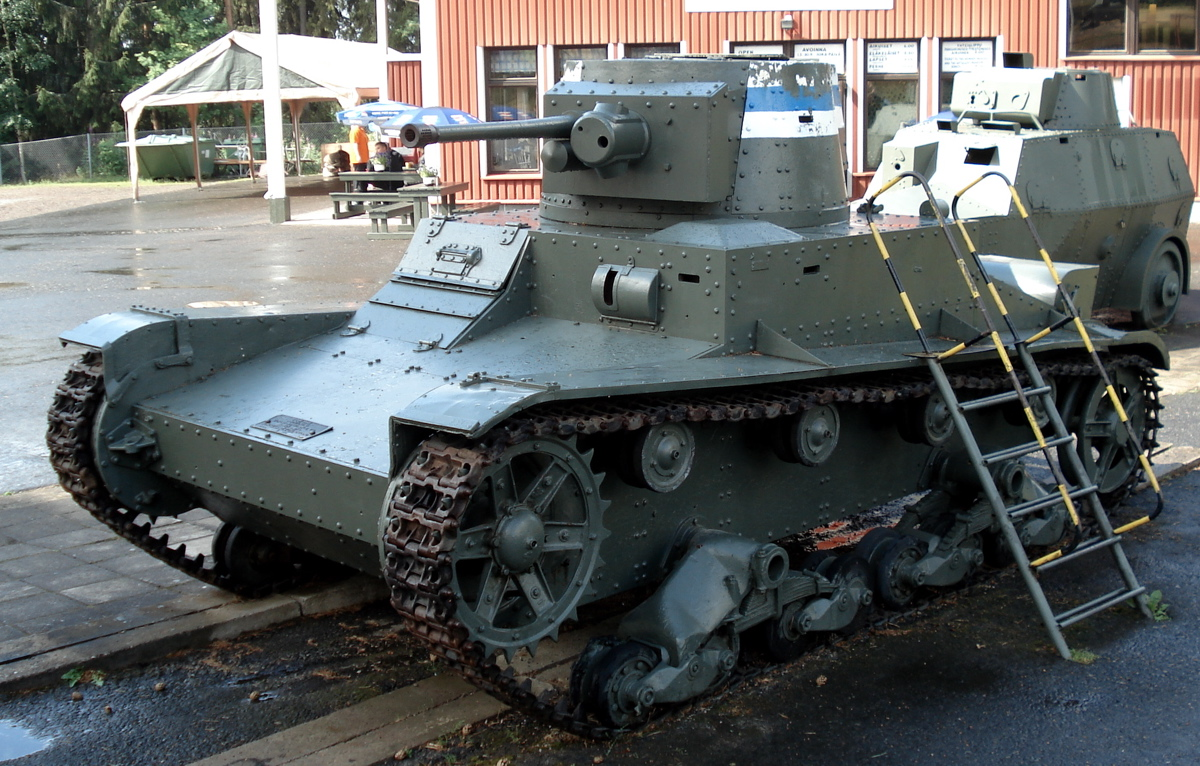
Віккерс Mk E